# Кънтри Джо енд дъ Фиш
„Кънтри Джо енд дъ Фиш“ (на английски: Country Joe and the Fish) е американска рок група, оказала силно влияние върху формирането на психеделичния рок.
Основана през 1965 година в Бъркли, групата става популярна по време на политическите протести срещу Виетнамската война през следващите няколко години. Самото ѝ име е явна алюзия за комунистическите диктатори Йосиф Сталин и Мао Дзъдун.